# Hemisphaerius circumcinctus
Hemisphaerius circumcinctus är en insektsart som beskrevs av Stsl 1863. Hemisphaerius circumcinctus ingår i släktet Hemisphaerius och familjen sköldstritar. Inga underarter finns listade i Catalogue of Life.